# José Manuel Abundis
José Manuel Abundis (11 de junho de 1973) é um ex-futebolista profissional mexicano que atuava como atacante.

## Carreira
José Manuel Abundis representou a Seleção Mexicana de Futebol nas Olimpíadas de 1996, ele marcou um gol no evento.

## Títulos
Seleção Mexicana
- Copa das Confederações: 1999